# Changtan, Chongqing
Changtan (kinesiska: 长滩) är en köping i sydvästra Kina. Den ligger i stadsdistriktet Wanzhou i storstadsområdet Chongqing, omkring 230 kilometer nordost om det centrala stadsdistriktet Yuzhong. Antalet invånare är 17 904. Befolkningen består av 9 009 kvinnor och 8 895 män. Barn under 15 år utgör 22,0 %, vuxna 15-64 år 59 %, och äldre över 65 år 17,0 %.